# Welcome to the Jungle
"Welcome to the Jungle" là một bài hát của ban nhạc rock người Mỹ Guns N' Roses trích từ album phòng thu đầu tay của nhóm có nhan đề Appetite for Destruction (1987). Đây là đĩa đơn thứ 2 phát hành từ album, lúc đầu ra mắt ở Anh vào tháng 9 năm 1987 rồi về sau phát hành tại Mỹ vào tháng 10 năm 1987. Ca khúc đã giành hạng 7 trên Billboard Hot 100 và hạng 24 trên UK Singles Chart. Ở lần phát hành vào năm 1987, định dạng đĩa đơn maxi của bài hát đi kèm với một phiên bản nhạc sống bài "Whole Lotta Rosie" của AC/DC, đĩa đơn đầu tay của GNR là bài "It's So Easy" và bản hát lại bài "Knockin' on Heaven's Door" của Bob Dylan. Năm 2009, "Welcome to the Jungle" được VH1 tôn vinh là ca khúc nhạc hard rock hay nhất mọi thời đại.

## Hoàn cảnh ra đời và sáng tác
Axl Rose sáng tác lời của bài hát trong lúc ghé thăm một người bạn tại Seattle: "Nó là một thành phố lớn, [nhưng] vẫn chỉ là một thành phố nhỏ so với L.A và những thứ bạn sẽ biết. Thành phố ấy có vẻ thôn dã hơn rất nhiều. Tôi chỉ viết ra cách mà mình nhìn nhận nó. Nếu có người đến thị trấn và muốn tìm thứ gì đó, họ có thể tìm thấy bất cứ thứ gì họ muốn." Tay lead guitar Izzy Stradlin thì tóm gọn ca khúc là "nói về những con phố ở Hollywood, sát với đời thực."
Slash miêu tả quá trình làm nhạc của "Welcome to the Jungle" trong cuốn tự truyện trùng tên mình. Lúc ban nhạc đang cố viết ra chất liệu sáng tác mới, Axl nhớ lại một câu riff mà Slash từng chơi lúc anh sống dưới tầng hầm nhà mẹ của Slash. Slash thể hiện lại câu riff ấy và ban nhạc nhanh chóng lấy nó làm nền tảng cho ca khúc khi Slash chế ra những phân khúc guitar mới cho bài hát. Anh ghi công Duff McKagan là người nghĩ ra khúc breakdown. Nhưng Duff lại phủ nhận câu chuyện của Slash trong cuốn tự truyện của mình mang tên It's So Easy (and other Lies), anh cho rằng "Welcome to the Jungle" có nguồn gốc từ một ca khúc tên là "The Fake" do anh sáng tác vào năm 1978 cho Vains – tên của một ban nhạc punk mà Duff tham gia lúc bấy giờ. Duff cũng cho biết đây là ca khúc đầu tiên mà anh sáng tác, rồi sau đó nó được ban nhạc phát hành thành đĩa đơn.  Theo lời kể của Slash thì ca khúc được sáng tác trong khoảng 3 tiếng đồng hồ.
Rose chia sẻ rằng nguồn cảm hứng viết lời của "Welcome to the Jungle" đến từ một cuộc gặp giữa anh và một người bạn với một người đàn ông vô gia cư trong lúc họ xuống xe buýt để đến New York. Nhằm cố dọa nạt những cậu nhóc đang bỏ trốn, người đàn ông này hét vào mặt chúng: "You know where you are? You're in the jungle baby; you're gonna die!".

## Đón nhận
Nhà báo chuyên về âm nhạc Martin Popoff đã lựa chọn "Welcome to the Jungle" ở vị trí số 19 trong cuốn sách Top 500 ca khúc nhạc heavy metal hay nhất mọi thời đại của ông. VH1 thì liệt bài hát là "ca khúc nhạc metal xuất sắc thứ 2 trong lịch sử", còn Rolling Stone xếp ca khúc ở hạng 467 trong danh sách "500 bài hát vĩ đại nhất" của tạp chí này. Nhạc phẩm tiếp tục xuất hiện ở vị trí số 764 trong bảng xếp hạng "1001 ca khúc hay nhất từ trước đến nay" của tạp chí Q cũng như được tôn vinh là "ca khúc hay nhất nói về Los Angeles" trong một cuộc bầu chọn vào năm 2006 của tạp chí Blender. Năm 2009, "Welcome to the Jungle" được VH1 vinh danh là "ca khúc nhạc hard rock hay nhất mọi thời đại". Trước đó 1 năm, vào năm 2008, độc giả của Rolling Stone đã liệt bài hát là bản nhạc hiệu đề tài thể thao hay nhất. Năm 2006, "Welcome to the Jungle" được VH1 đánh giá ở hạng #26 trong danh sách "100 ca khúc hay nhất của thập niên 80". Kerrang! thì vinh danh "Welcome to the Jungle" là bài hát hay nhất của Guns N' Roses trích từ một danh sách gồm 20 ca khúc hay nhất của Guns N' Roses.

## Video âm nhạc
Hãng đĩa Geffen Records từng gặp khó khi bán video âm nhạc (MV) của "Welcome to the Jungle" cho đài MTV. David Geffen đã đưa ra thỏa thuận với nhà đài rằng MV sẽ chỉ được chiếu một lần vào khoảng 5 giờ sáng ngày Chủ Nhật. Ngay sau khi MV được trình chiếu, MTV bất ngờ nhận được nhiều cuộc gọi từ khán giả đề nghị rằng họ muốn xem MV lần nữa.
Bất chấp thời lượng lên sóng vào sáng sớm, MV của "Welcome to the Jungle" thu hút đông đảo sự chú ý của người xem và nhanh chóng trở thành MV được đề nghị phát nhiều nhất trên MTV. MV do Nigel Dick làm đạo diễn, mở đầu với cảnh Axl Rose bước chân xuống xe buýt tại Los Angeles và một tay buôn ma túy (thủ vai bởi Izzy) đang cố chào hàng với Axl nhưng bị anh từ chối. Khi Rose dừng chân để xem vô tuyến qua cửa số một cửa hiệu, MV chiếu cảnh ban nhạc đang biểu diễn nhạc sống, ngoài ra có thể thấy Slash đang ngồi dựa vào tường cửa hiệu và nốc một chai thủy tinh trong suốt đặt trong một túi giấy màu nâu. Cuối MV, Rose biến thành một dân punk chính hiệu, khoác lên mình lốt trang phục hợp thời sau khi trải qua đợt huấn luyện tương tự như Kỹ thuật Ludovico.
Trong một buổi phỏng vấn với tạp chí Rolling Stone để bàn về MV, tay quản lý của Guns N' Roses' là Alan Niven cho biết lúc bấy giờ rằng ông đã "nảy ra sáng kiến đánh cắp ý tưởng từ ba bộ phim điện ảnh gồm Midnight Cowboy, The Man Who Fell to Earth và A Clockwork Orange".

## Xuất hiện trong văn hóa đại chúng
- "Welcome to the Jungle" từng có mặt trong bộ trò chơi điện tử Guitar Hero III: Legends of Rock với phần biểu diễn của Slash trong game và trò Grand Theft Auto: San Andreas tại trạm phát thanh hư cấu "Radio X".[22][23]
- Ca khúc từng xuất hiện trong nhiều tác phẩm điện ảnh như The Dead Pool (1988), Lean on Me (1989) Jumanji: Trò chơi kỳ ảo (2017) và Megamind (2010), Thor: Love and Thunder (2022).[24][25][26]
- Bài hát xuất hiện trong nhiều tập của loạt phim truyền hình The Simpsons.

## Danh sách bài hát
Tất cả các ca khúc đều ghi công Guns N' Roses ngoại trừ chỗ ghi chú
| UK 1987 7" vinyl (GEF 30) | UK 1987 7" vinyl (GEF 30)                             | UK 1987 7" vinyl (GEF 30)             | UK 1987 7" vinyl (GEF 30) |
| STT                       | Nhan đề                                               | Sáng tác                              | Thời lượng                |
| ------------------------- | ----------------------------------------------------- | ------------------------------------- | ------------------------- |
| 1.                        | "Welcome to the Jungle"                               |                                       | 4:30                      |
| 2.                        | "Whole Lotta Rosie" (Bản hát lại nhạc sống của AC/DC) | Angus Young, Malcolm Young, Bon Scott | 5:29                      |
| Tổng thời lượng:          | Tổng thời lượng:                                      | Tổng thời lượng:                      | 9:59                      |

| UK 1987 12" vinyl (GEF 30T); 12" picture disc (GEF 30TP) | UK 1987 12" vinyl (GEF 30T); 12" picture disc (GEF 30TP)          | UK 1987 12" vinyl (GEF 30T); 12" picture disc (GEF 30TP) | UK 1987 12" vinyl (GEF 30T); 12" picture disc (GEF 30TP) |
| STT                                                      | Nhan đề                                                           | Sáng tác                                                 | Thời lượng                                               |
| -------------------------------------------------------- | ----------------------------------------------------------------- | -------------------------------------------------------- | -------------------------------------------------------- |
| 1.                                                       | "Welcome to the Jungle"                                           |                                                          | 4:30                                                     |
| 2.                                                       | "Whole Lotta Rosie" (Bản hát lại nhạc sống của AC/DC)             | Young, Young, Scott                                      |                                                          |
| 3.                                                       | "It's So Easy" (live)                                             | Guns N' Roses, West Arkeen                               |                                                          |
| 4.                                                       | "Knockin' on Heaven's Door" (Bản hát lại nhạc sống của Bob Dylan) | Bob Dylan                                                |                                                          |

| US 1988 7" vinyl (927 759-7) | US 1988 7" vinyl (927 759-7) | US 1988 7" vinyl (927 759-7) | US 1988 7" vinyl (927 759-7) |
| STT                          | Nhan đề                      | Sáng tác                     | Thời lượng                   |
| ---------------------------- | ---------------------------- | ---------------------------- | ---------------------------- |
| 1.                           | "Welcome to the Jungle"      |                              | 4:30                         |
| 2.                           | "Mr. Brownstone"             | Izzy Stradlin                | 3:46                         |
| Tổng thời lượng:             | Tổng thời lượng:             | Tổng thời lượng:             | 8:17                         |

| UK 1988 7" vinyl (GEF 47) | UK 1988 7" vinyl (GEF 47) | UK 1988 7" vinyl (GEF 47) |
| STT                       | Nhan đề                   | Thời lượng                |
| ------------------------- | ------------------------- | ------------------------- |
| 1.                        | "Welcome to the Jungle"   | 4:30                      |
| 2.                        | "Nightrain"               | 4:29                      |
| Tổng thời lượng:          | Tổng thời lượng:          | 9:00                      |

| UK 1988 12" vinyl (GEF 47T); 12" poster bag (GEF 47TW); 12" picture disc (GEF 47TP);12" patch (GEF47TV); 3" CD (GEF 47CD) | UK 1988 12" vinyl (GEF 47T); 12" poster bag (GEF 47TW); 12" picture disc (GEF 47TP);12" patch (GEF47TV); 3" CD (GEF 47CD) | UK 1988 12" vinyl (GEF 47T); 12" poster bag (GEF 47TW); 12" picture disc (GEF 47TP);12" patch (GEF47TV); 3" CD (GEF 47CD) |
| STT | Nhan đề | Thời lượng |
| --- | --- | --- |
| 1. | "Welcome to the Jungle"                                                                                                   | 4:30 |
| 2. | "Nightrain" | 4:29 |
| 3. | "You're Crazy" (Bản acoustic)                                                                                             | 4:23 |
| Tổng thời lượng: | Tổng thời lượng: | 13:10 |

## Đội ngũ thực hiện
- W. Axl Rose – hát chính
- Slash – lead guitar
- Izzy Stradlin – rhythm guitar, hát bè
- Duff McKagan – bass, hát bè
- Steven Adler – trống

## Xếp hạng

### Xếp hạng tuần
| Xếp hạng (1987–89)                     | Vị trí cao nhất |
| -------------------------------------- | --------------- |
| Úc (ARIA)                              | 41              |
| Phần Lan (The Official Finnish Charts) | 13              |
| Ireland (IRMA)                         | 14              |
| Hà Lan (Single Top 100)                | 84              |
| New Zealand (Recorded Music NZ)        | 6               |
| Anh Quốc (OCC)                         | 24              |
| Hoa Kỳ Billboard Hot 100               | 7               |
| Hoa Kỳ Mainstream Rock (Billboard)     | 37              |
| Hoa Kỳ Digital Song Sales (Billboard)  | 74              |

### Xếp hạng cuối năm
| Xếp hạng (1989)      | Vị trí |
| -------------------- | ------ |
| Mỹ Billboard Hot 100 | 74     |

| Xếp hạng (2019)  | Vị trí |
| ---------------- | ------ |
| Bồ Đào Nha (AFP) | 664    |

## Chứng nhận
| Quốc gia                                                                                              | Chứng nhận | Số đơn vị/doanh số chứng nhận |
| --- | ---------- | ----------------------------- |
| Anh Quốc (BPI)                                                                                        | Bạch kim   | 600.000‡                      |
| Hoa Kỳ (RIAA)                                                                                         | Vàng       | 500.000^                      |
| ^ Chứng nhận dựa theo doanh số nhập hàng. ‡ Chứng nhận dựa theo doanh số tiêu thụ và phát trực tuyến. |            |                               |